# Марітіму (Порту-Нову)
Клубе Спортіву Марітіму ду Порту Нову або просто Марітіму (Порту-Нову) (порт. Clube Sportivo Marítimo do Porto Novo) — професіональний кабовердійський футбольний клуб з міста Порту Нову, на острові Санта-Антау.

## Історія
«Марітіму» (Порту-Нову) було створено 25 вересня 1981 року в місті Порту-Нову на острові Санту-Антау. Марітіму двічі перемагав у острівному чемпіонаті, в 1999 та 2010 роках, а в 2001 році перемогли в Кубку Порту Нову. Через фінансові труднощі клуб припинив виступи в Чемпіонаті острова, але в сезоні 2014-15 років повернувся та посів 2-ге місце.

## Досягнення
- Чемпіонат острова Санту-Антау (Південь): 2 перемоги

1998/99, 2009/10
- Кубок міста Порту-Нову: 1 перемога

2000/01

## Статистика виступів у чемпіонатах та кубках

### Національний чемпіонат
| Сезон | Див. | Міс. | Іг. | В | Н | П | ЗМ | ПМ | РМ | О | Кубок | Примітки     | Плей-оф         |
| ----- | ---- | ---- | --- | - | - | - | -- | -- | -- | - | ----- | ------------ | --------------- |
| 2010  | 1B   | 4    | 5   | 2 | 1 | 2 | 7  | 9  | -1 | 7 |       | Не пробилися | Не брали участі |

### Острівний чемпіонат
| Сезон   | Див. | Міс. | Іг. | В  | Н | П | ЗМ | ПМ | РМ  | О  | Кубок | Суперкубок | Примітки                          |
| ------- | ---- | ---- | --- | -- | - | - | -- | -- | --- | -- | ----- | ---------- | --------------------------------- |
| 2009-10 | 2    | 1    | -   | -  | - | - | -  | -  | -   | -  |       |            | Вихід до національного Чемпіонату |
| 2013-14 | 2    | 2    | 12  | 7  | 3 | 2 | 27 | 11 | +16 | 24 |       |            |                                   |
| 2014-15 | 2    | 2    | 12  | 10 | 0 | 2 | 23 | 8  | +16 | 30 |       |            |                                   |